# MEDLINE
MEDLINE® é uma sigla em inglês para Sistema Online de Busca e Análise de Literatura Médica (Medical Literature Analysis and Retrieval System Online) é a base de dados bibliográficos da Biblioteca Nacional de Medicina dos Estados Unidos da América (US National Library of Medicine - NLM). Contém mais de 18 milhões de referências a artigos de jornais científicos, com maior concentração em biomedicina, mas contém também artigos sobre enfermagem, veterinária, farmacologia, odontologia, entre outros. Uma característica marcante da MEDLINE é que os dados gravados no sistema são indexados com palavras-chave específicas de um sistema chamado MeSH.

## Atualização
A atualização dos títulos sob o a MEDLINE é feita mensalmente. Inicialmente contava com artigos até 1965 mas conforme foi desenvolvido passou a possir referências de publicações desde os anos 1949/1950. Atualizada todos os dias de terça a sábado com novas citações. O Medline possui cerca de 5000 publicações associadas, novas publicações tem que ser aprovadas pela equipe de acordo com os critérios de qualidade e .

## Idioma
Apesar de contar também com publicações em espanhol, estima-se que 88% das publicações sejam em inglês e pelo menos 76% tenham o resumo em inglês.

## PubMed
O PubMed um serviço da U.S. National Library of Medicine que permite acesso a um banco de dados gratuito com as citações, resumos e artigos inteiros fornecidos pelo MEDLINE. Pode ser acessado no seguinte endereço:
Desde abril de 2008 o governo americano exige que publicações médicas sejam incluídas no PubMed até 12 mêses após a publicação oficial, porém permite que os autores e sites com as publicações cobrem pelo acesso de acordo com a lei de direitos reservados americana.